# Petar Bajan
Petar Bajan  (rođen 5. svibnja 1971. ) bio je hrvatski branitelj tijekom Domovinskog rata i zapovjednik jedinice postrojbe 2. gardijske brigade Oružanih snaga Republike Hrvatske.

## Domovinski Rat
Stožerni brigadir Petar Bajan u obranu Hrvatske uključio se od samog početka Domovinskog rata. Prošao je gotovo sva ratišta i pet puta ranjavan. Posebna specijalnost mu je bila uništavanje tenkova. Brojni uspjesi Hrvatske vojske vezani su uz njega. Nosilac je brojnih odlikovanja: između ostalih Spomenica domovinske zahvalnosti, Red bana Jelačića i Red hrvatskog pletera.

## Vanjske poveznice
- Emisija u HRT: Pero u ratu i miru, dokumentarni film.  Arhivirana inačica izvorne stranice od 5. ožujka 2021. (Wayback Machine)